# Euler Coelho Marques
Euler Coelho Marques (Dourados, 24 agosto 1977) è un ex giocatore di calcio a 5 brasiliano.

## Carriera
Come massimo riconoscimento in carriera vanta la partecipazione, con la nazionale maschile di calcio a 5 del Brasile, al FIFA Futsal World Championship 2004 in cui la selezione sudamericana è stata eliminata in semifinale dalla Spagna. A livello di club, ha giocato prevalentemente nei campionati brasiliano e spagnolo. A fine carriera ha giocato nella Serie A italiana per una stagione e mezzo e quindi, per due stagioni, nel campionato kazako.

## Palmarès

### Competizioni nazionali
- Campionato brasiliano: 3
Atletico Mineiro: 1997, 1999
Vasco da Gama: 2000
- Campionato italiano: 1
Luparense: 2011-12

### Competizioni internazionali
- Coppa UEFA: 1
Kairat Almaty: 2012-13